# Fritvlieg
De fritvlieg (Oscinella frit) is een vlieg, waarvan de 3 tot 4 mm lange, min of meer doorzichtige, witte, pootloze larve aan plantendelen van grasachtigen vreet.

## Generaties
Per jaar zijn er in Nederland drie generaties.
De vliegen van de voorjaarsgeneratie leggen eind april tot begin mei hun eieren op het hartblad en wel op de overgang van de bladschijf met de bladschede (bladoksel). De larven gaan naar het groeipunt om dat vervolgens aan te vreten. Hierdoor gaat de plant meer zijscheuten vormen en ontstaat een bossige plant met een verdikte voet.
De vliegen van de zomergeneratie leggen van begin tot half juni hun eieren op de bladoksels en tussen de kafjes van de bloeiwijze. De larven vreten aan de uitgroeiende graankorrels.
De vliegen van de najaarsgeneratie leggen van half juli tot begin september hun eieren op gras- en graanplanten. De larven kruipen over de grond van plant naar plant naar de groeipunten.